# Agáta Lotrinská
Agáta Lotrinská (francouzsky Agathe de Lorraine, 1120? – duben 1147) byla burgundská hraběnka.
Narodila se jako dcera Šimona I. Lotrinského a Adély, dcery lovaňského hraběte Jindřicha III. I přes blízký příbuzenský poměr byla roku 1130 byla provdána za
svého bratrance, burgundského hraběte Renauda III. a roku 1145 porodila dceru. V březnu 1147 Agáta onemocněla a o dva týdny později zemřela.[zdroj?]